# Nadine Pierre
Nadine Pierre est une violoncelliste soliste française.

## Formation et carrière
Nadine Pierre obtient en 1984 au Conservatoire national supérieur de musique de Paris le premier prix de violoncelle première nommée et un premier prix de musique de chambre.
Elle occupe à partir de 1988 un poste de soliste à l’Orchestre national de France, puis devient en 1993 violoncelle solo de l’Orchestre philharmonique de Radio-France.
Elle fonde avec Claire Désert, Philippe Aïche et Nicolas Bône le Quatuor avec piano Kandinsky, lauréat de divers concours internationaux.

## Enregistrements
- Les musiciens et la Grande Guerre, soliste Orchestre philharmonique de Radio-France (dir. Pascal Rophé)